# Klemens Marktl
Klemens Marktl (* 10. August 1976 in Klagenfurt, Österreich) ist ein österreichischer Schlagzeuger, Bandleader und Komponist, der im Bereich des Jazz hervorgetreten ist.

## Leben und Wirken
Marktl begann sechsjährig mit klassischen Klavierunterricht, bevor er im Alter von 13 Jahren zum Schlagzeug wechselte. Es folgten Studien am Konservatorium Klagenfurt, Koninklijk Conservatorium Den Haag und Conservatorium van Amsterdam. Privatunterricht nahm Marktl unter anderem bei Carl Allen, Ralph Peterson, Ari Hoenig, Gregory Hutchinson und John Riley.
Während er von 1997 bis 2003 in den Niederlanden lebte, gewann er 2001 den „Leid`schen Jazz Award“. 2006 wurde er für den „Hans Koller Sideman of the Year Award“ nominiert. Im Jahr 2003 veröffentlichte er sein Debütalbum „The Challenge“. An dem Album war unter anderem der niederländische Jazzsaxophonist Jasper Blom beteiligt. Im Januar 2003 zog er nach New York City. Weitere Alben unter eigenem Namen folgten.
Mit Rob Bargad und Matthias Pichler spielte er im „Rob Bargad Piano Trio“. Das Trio veröffentlichte 2005 das Album „Mom's Good Wishes“. Auch spielte er mit Herwig Gradischnig in dessen „Ghost Trio“ (gleichnamiges Album mit Matthias Pichler) und gehörte (mit Wolfram Derschmidt) zum Hollotrio von Klemens Pliem.

## Diskographische Hinweise
- The Challenge, Jazz`n Arts (2003)
- Ocean Avenue, Fresh Sound New Talents (2006)
- The Challenge, Jazznarts Records (2009)
- Klemens Marktl Free Spirit Quartet Live, Alessa (2010)
- Flip Philipp/Klemens Marktl Constellation Open Sea, Ats Records (2011)